# Сенткути, Миклош
Миклош Сенткути (настоящая фамилия Пфистерер; венг.  Szentkuthy Miklós, 2 июня 1908, Будапешт — 18 июля 1988, Будапешт) — венгерский писатель, автор экспериментальной необарочной прозы, по оценкам критики — венгерский Джойс, Борхес либо Лесама Лима.

## Биография
В юности объехал Италию. В 1931 окончил Будапештский университет по специальности английская филология, диплом был посвящён реальности и нереальному в драматургии Бена Джонсона. В 1931—1932 учился в Великобритании. Меломан, библиофил и книгочей, обладатель библиотеки в 25 тысяч томов, владел пятью или шестью языками. В 1949—1958 работал учителем, c 1945 по 1957 не публиковался.

## Творчество
Писать начал рано: роман Роберт Барок который сравнивают с джойсовским Портретом художника в юности, был написан им в девятнадцать лет (опубл. 1991). Главным произведением считается пятитомный роман-трактат Требник Святого Орфея (1939, полностью опубл. 1993), который сопоставляют с Улиссом Джойса. Автор биографических романов о Дюрере, Гёте, Генделе, Гайдне, Моцарте и др. Многое из наследия Сенткути было напечатано через несколько десятилетий после завершения, ряд книг — после смерти автора.
Переводил Свифта, Стерна, Диккенса, Марка Твена, Джойса.
Награждён Премией имени Баумгартена и премией имени Кошута.

## Избранные произведения
- Prae/ До (1934, роман)
- Az egyetlen metafora felé/ К единственной метафоре (1935, эссе)
- Divertimento/ Дивертисмент (1957, роман о Моцарте)
- Doktor Haydn/ Доктор Гайдн (1959, роман о Гайдне)
- Burgundi krónika/ Бургундская хроника (1959, исторический роман)
- Händel/ Гендель (1967, биографический роман)
- Szent Orpheus Breviáriuma I—V/ Требник Святого Орфея (1973—1993, роман в пяти томах)
- Frivolitások és hitvallások/ Признания и фривольности (1988, сборник автобиографических интервью)

## Признание
Премии Баумгартена (1948), Аттилы Йожефа (1977), Тибора Дери (1984), Лайоша Кошута (1988). Книги Сенткути переведены на французский и испанский языки.